# Chaville
Chaville ist eine französische Stadt mit 20.198 Einwohnern (Stand 1. Januar 2022) im Südwesten von Paris. Sie ist 12 Kilometer vom Pariser Stadtzentrum und sechs Kilometer vom Schloss Versailles entfernt. Die Einwohner werden Chavillois genannt.

## Nachbargemeinden
- Meudon
- Sèvres
- Vélizy-Villacoublay
- Versailles
- Viroflay
- Ville-d’Avray

Circa 44 Prozent des Ortes ist mit Wald bedeckt und bildet einen großen Park, dessen Fläche mit der Gemeinde Meudon geteilt wird.

## Geschichte
Die Ursprünge von Chaville gehen auf das 9. Jahrhundert zurück. Um 829 errichtete der Bischof von Paris Inchadus einen Landsitz, um dort Kranke in einem Hospiz zu pflegen. Nach und nach gruppierten sich die Häuser um das Anwesen des Bischofs und bildeten einen Weiler. Es wurde vom Namen Inchadivilla gesprochen, woraus sich nacheinander Chadivilla, folglich Cativilla und schließlich Chaville entwickelte.
Das Dorf, ursprünglich in dem Gebiet des Adam-Tümpels gelegen, ist im Laufe der Jahrhunderte um die Kirche Notre-Dame und das Schloss LeTellier gewachsen, Gebäude, die heute verschwunden sind. Das Tor bei diesem Tümpel, der Chaville mit dem Schlosspark verband, blieb als einziger Überrest der Ringmauer des Parks.
Die Familie LeTellier hat die Geschichte der Stadt zwischen 1596 und 1695 maßgeblich mitgestaltet. Als Erinnerung an diese Epoche übernahm die Gemeinde Mitte des 19. Jahrhunderts das Wappen dieser berühmten Familie als Stadtwappen. Michel LeTellier und sein Sohn Louvois, beide Minister unter Ludwig XIV., gaben Chaville tatsächlich eine besondere Ausstrahlung, welche sich mit dem Bau der großen Straße (La grande route) im Jahre 1686 noch erhöhte. Diese Straße, die Paris mit dem Schloss Versailles verband, gab Chaville effektvoll neuen Elan und neue Schaffenskraft. Die Produkte aus der Landwirtschaft, der Zucht und dem Handwerk fanden neue Absatzmärkte. Neue Tätigkeiten hingen von der Straße ab (z. B. Landgasthäuser, Pferderennen, Hufschmiede).
Die große Straße hat den Bürgern von Chaville (Chavillois) ermöglicht, an großen nationalen Ereignissen teilzunehmen:
- Der revolutionäre Marsch der Pariser Bürger nach Versailles und die Rückkehr der königlichen Familie nach Paris am 5. und 6. Oktober 1789
- die Besetzung von Paris durch die Preußen 1870/71,
- die Durchfahrt der zweiten Panzerdivision von General Leclerc zur Befreiung der Hauptstadt von der deutschen Besatzung am 24. August 1944.

Im 19. Jahrhundert hat Chaville seine Bevölkerung wachsen sehen (von ungefähr 530 Einwohnern im Jahre 1791 bis zu 3600 Chavillois um 1900). Heute sind es ungefähr 18.200 Einwohner. Nach und nach hat sich das Stadtzentrum um die Grande Route verlagert, die heute den Namen Avenue Roger Salengro trägt. Eine gewisse Zahl von Gebäuden wie das Rathaus (seit 1909 an der Stelle des aktuellen Rathauses gelegen), die Kirche oder der Markt haben sich entlang dieser Achse angesiedelt, die auch Entwicklungsstütze der Viertel Petit Viroflay, Bas Chaville, Doisu und der Spitze von Chaville gedient hat. Einige Wirtschaftszweige, wie Brauereien, Gerbereien, Kalköfen und hauptsächlich Kalksteingruben haben einen besonderen Aufschwung genommen. In den meisten Städten im Süden und Westen von Paris jedoch, stellte die Wäscherei die am meisten verbreitete Tätigkeit dar. Diese handwerklichen Betriebe haben sich entlang des Rû de Marivel niedergelassen, der sie mit Wasser versorgte und den Waschhäusern als Abfluss diente. Diese Betriebe haben sich hauptsächlich im Viertel von Doisu ausgebreitet.
Um 1900 war ein Drittel der Bürger damit beschäftigt, die Wäsche der Hauptstadt zu waschen, zu trocknen und zu bügeln. Der Bau der drei Eisenbahnschienen zwischen 1840 und dem Anfang des 20. Jahrhunderts, die Paris und Versailles verbinden, wirkte sich auf die Gewohnheiten der Chavillois aus. Die gute Verkehrsanbindung von Chaville begünstigte den Sonntagstourismus zahlreicher Pariser, die in den Wäldern von Meudon oder Fausses Reposes spazieren gingen, und die in den Ursine-Teichen, dem Krebsteichen oder in den Brisemich-Teichen fischten, und die sich in den Restaurants, Cafés und in den Gartenwirtschaften erholten. 1926 wurde in Chaville für Exilrussen eine russisch-orthodoxe Kirche errichtet, nachdem zuvor eine Garage als Kirche gedient hatte.
Seine Wälder gaben Chaville einen besonderen Ruf. In den 1950er Jahren sind der Wald und die Maiglöckchen durch den Schlager Tout çà parc’ qu’au bois de Chaville von Pierre Destailles berühmt geworden. An jedem 1. Mai fanden von 1956 bis 1968 die Maiglöckchenfeste über Wochen hinweg statt und zogen viele Schaulustige an. Die Besucher konnten dort viele Stars wie Jean Carmet oder Annie Cordy begegnen, den Umzug der blumengeschmückten Wagen, geführt von der Maiglöckchenkönigin, sehen oder an diversen Veranstaltungen teilnehmen (z. B. Modeschauen, Motocross-Rennen, Stierkämpfe, Fußballspiele oder Ringkämpfe).
Im Laufe des 20. Jahrhunderts haben sich in Chaville einige Wirtschaftszweige und Dienstleistungsunternehmen niedergelassen. Der Aufstieg zum Marktteilnehmer durch Preise und Anteile der Branchen (Parc-Fourchon-Siedlung) festigt sich.
Untypische Villen, neoklassizistische Baustile, Pavillons im Stil der 1930er-Jahre sowie Arbeiterhäuser wurden errichtet.
Heute tragen der Standort der Pavillons am Ende des Territoriums, das „grüne Erbe“ der Stadt (die 156 ha Hinterlassenschaften der königlichen Jagd, die Grünflächen und Privatgärten) sowie die zahlreichen kulturellen Einrichtungen (das Attrium, das Konservatorium der schönen Künste) zum Charme und zur Ausstrahlung von Chaville bei.

## Verkehr
Von Chaville bestehen Busverbindungen nach Versailles (171), Vélizy-Villacoublay und zum Pont de Sèvres, wo Umsteigemöglichkeiten zur Metrolinie 9 besteht. Außerdem hat Chaville noch drei Bahnhöfe:
- Chaville Rive Droite – Bedient von der Nahverkehrsstrecke Transilien Paris – Saint-Lazare
- Chaville Rive Gauche – Bedient von der Nahverkehrsstrecke Transilien Paris – Montparnasse
- Chaville-Vélizy – Bedient von der RER C

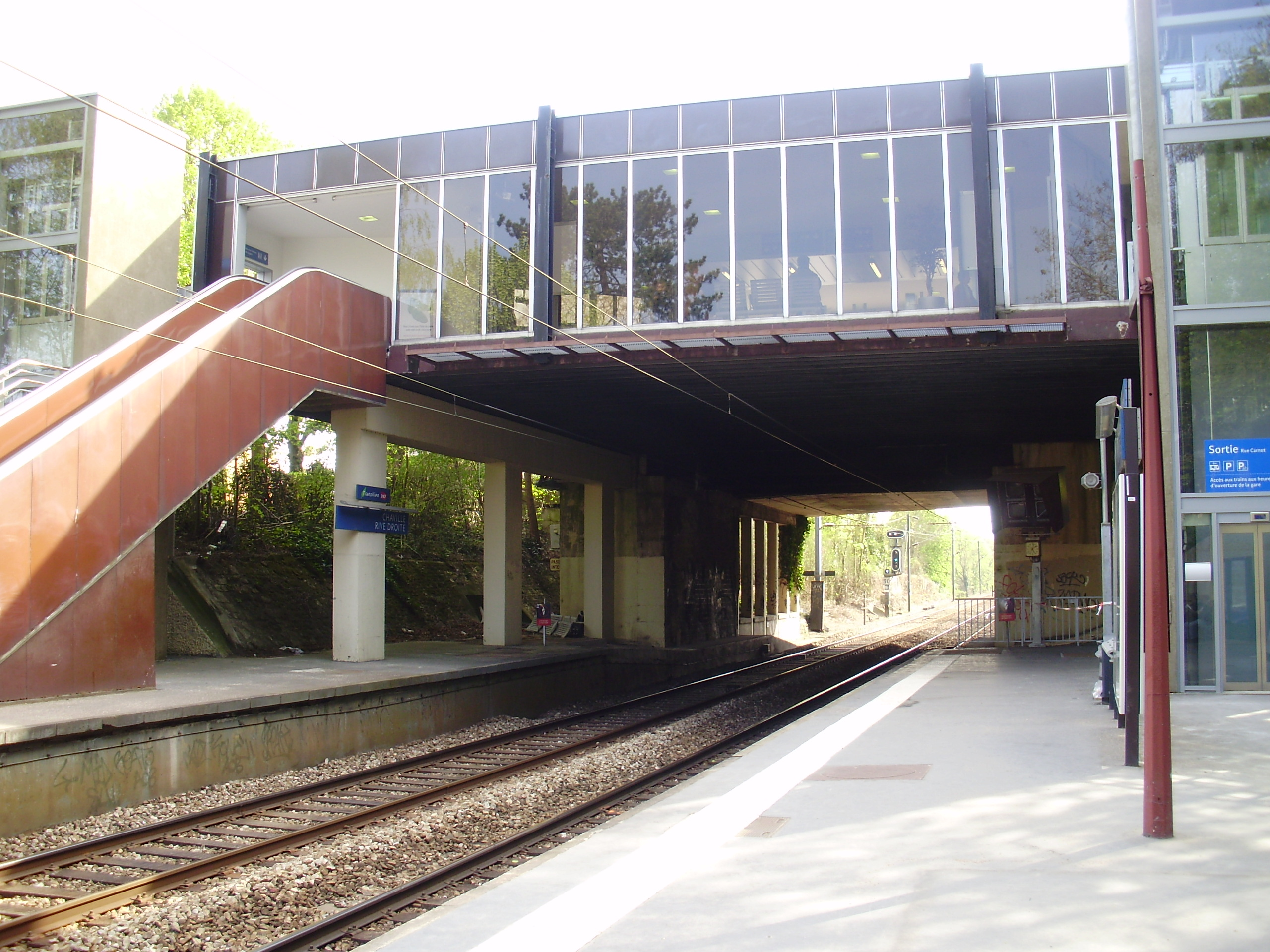
Bahnhof Gare de Chaville Rive Droite
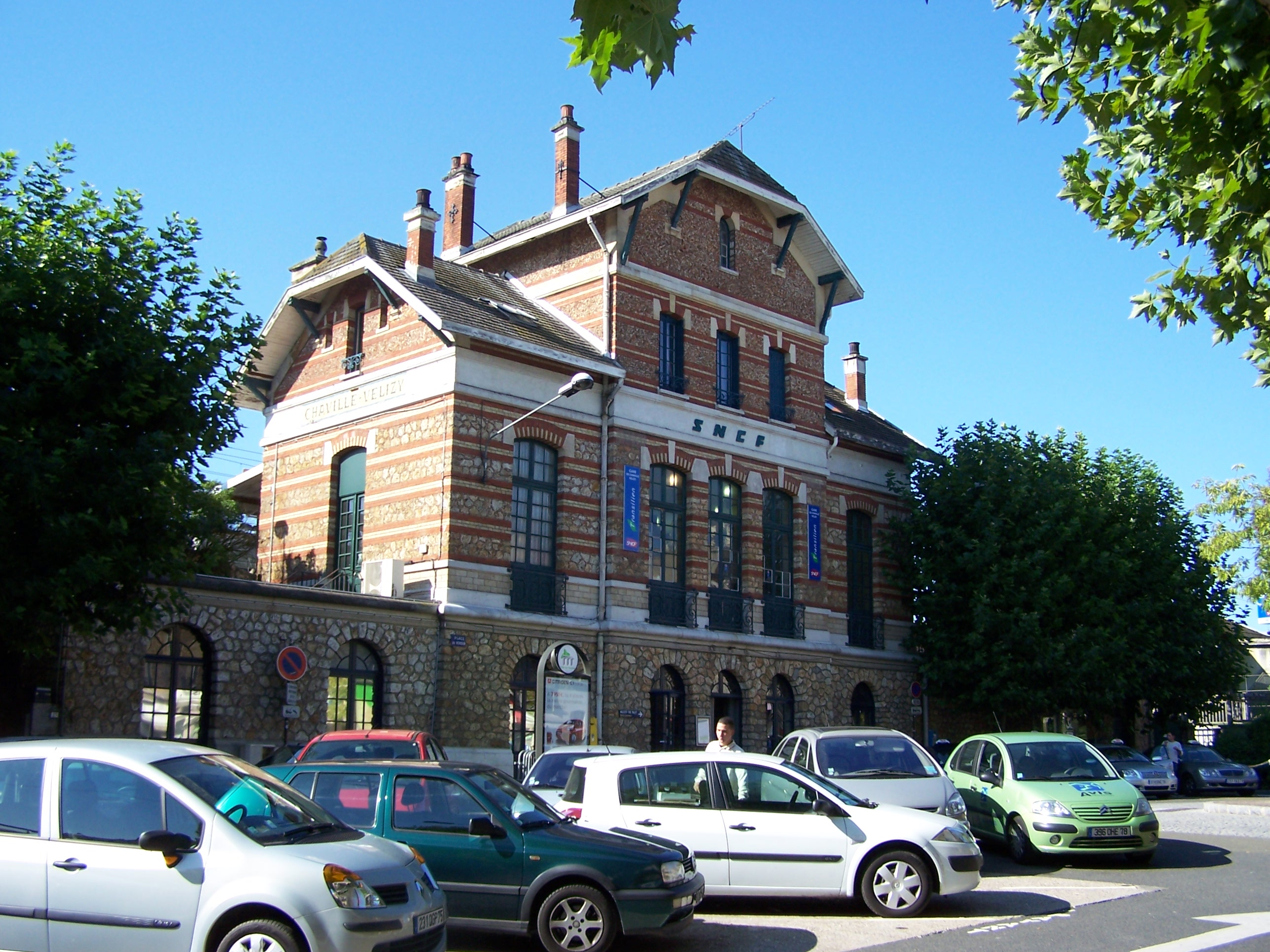
Bahnhof Gare de Chaville Vélizy
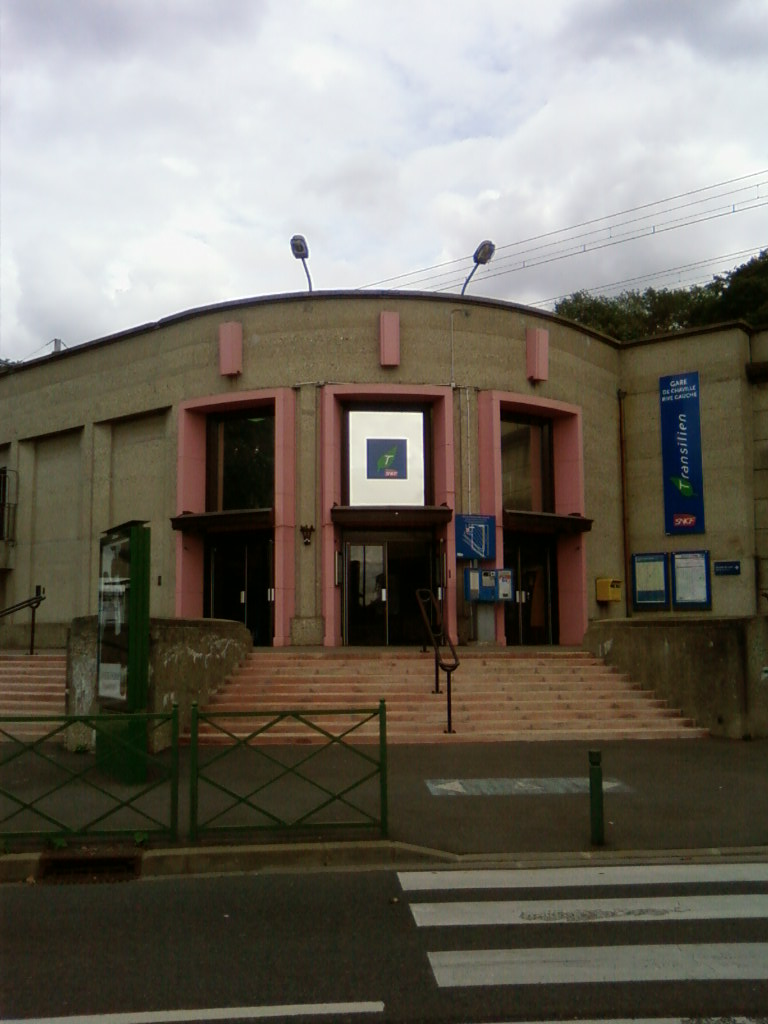
Bahnhof Gare de Chaville Rive Gauche

## Sport
Im Jahr 2023 wurde die letzte Bergwertung der 110. Austragung der Tour de France in Chaville ausgefahren. Die 21. Etappe führte über die D181, wo mit der Côte du Pavé des Gardes (180 m) ein Anstieg der 4. Kategorie überquert wurde. Sieger der Bergwertung war der Italiener Giulio Ciccone, der das Gepunktete Trikot gewann.

## Städtepartnerschaften
- Alsfeld, Deutschland
- Barnet, England
- Settimo Torinese, Italien
- Than Hóa, Vietnam

## Persönlichkeiten
In Chaville lebten bzw. leben:
- Jean Bureau (1390–1463), Kammerherr von Karl VII.
- François-Michel Le Tellier (1641–1691), Kriegsminister unter Ludwig XIV.
- Nicolas Haussmann (1760–1846), Bürgermeister von 1813 bis 1816
- Paul Huet (1803–1869), Maler, Zeichner und Radierer
- Marcel Schwob (1867–1905), Schriftsteller und Übersetzer
- André Dunoyer de Segonzac (1884–1974), Maler, Grafiker und Illustrator
- Pauline Carton (1884–1974), Schauspielerin
- Philippe Soupault (1897–1990), Dichter und Schriftsteller
- Peter Handke (* 1942), Schriftsteller und Übersetzer, seit 1991

In Chaville geboren:
- Pierre Albarran (1893–1960), Tennis- und Bridgespieler